# U-88 (1941)
U-88 – niemiecki okręt podwodny typu VII C z okresu II wojny światowej. Okręt wszedł do służby w 1941 roku. 

## Historia
W czasie II wojny światowej odbył 3 patrole bojowe, spędzając na  morzu 49 dni. Zatopił 2 statki o łącznej pojemności 12.304 BRT.
Zatopiony 12 września 1942 roku na południe od Spitzbergenu na pozycji 75°04′00″N 4°49′00″E/75,066667 4,816667 przez brytyjski niszczyciel HMS „Faulknor”. Zginęła cała załoga – 46 oficerów i marynarzy.

## Przebieg służby
- 15.10.1941-30.04.1942 – 8. Flotylla U-bootów, Kołobrzeg Gdańsk (szkolenie)
- 01.05.1942-30.06.1942 – 7. Flotylla U-bootów, Saint-Nazaire (okręt bojowy)
- 01.07.1942-12.09.1942 – 11. Flotylla U-bootów, Bergen (okręt bojowy)
- 12.09.1942 – zatopiony

Dowódcy:

15.10.1941 - 12.09.1942 – Kapitanleutnant (kapitan marynarki) Heino Bohmann 